# Wojna chińsko-indyjska
Wojna chińsko-indyjska (hindi: भारत-चीन युद्ध Bhārat-Chīn Yuddh, zwana też sino–indyjskim konfliktem granicznym) – konflikt zbrojny między Chińską Republiką Ludową a Indiami. Przyczyną konfliktu był spór graniczny o dwa niewielkie obszary: Aksai Chin i tzw. NEFA. Pierwsze poważne działania wojenne rozpoczęła strona chińska 20 października 1962 roku, atakując siły indyjskie, stacjonujące na tzw. Linii McMahona. Choć walki toczono na dwóch frontach, to należy zaznaczyć, że głównym celem strony chińskiej było Aksai Chin. Wojna zakończyła się po miesiącu zwycięstwem ChALW i przyłączeniem Aksai Chin do ChRL.

## Obszary sporne

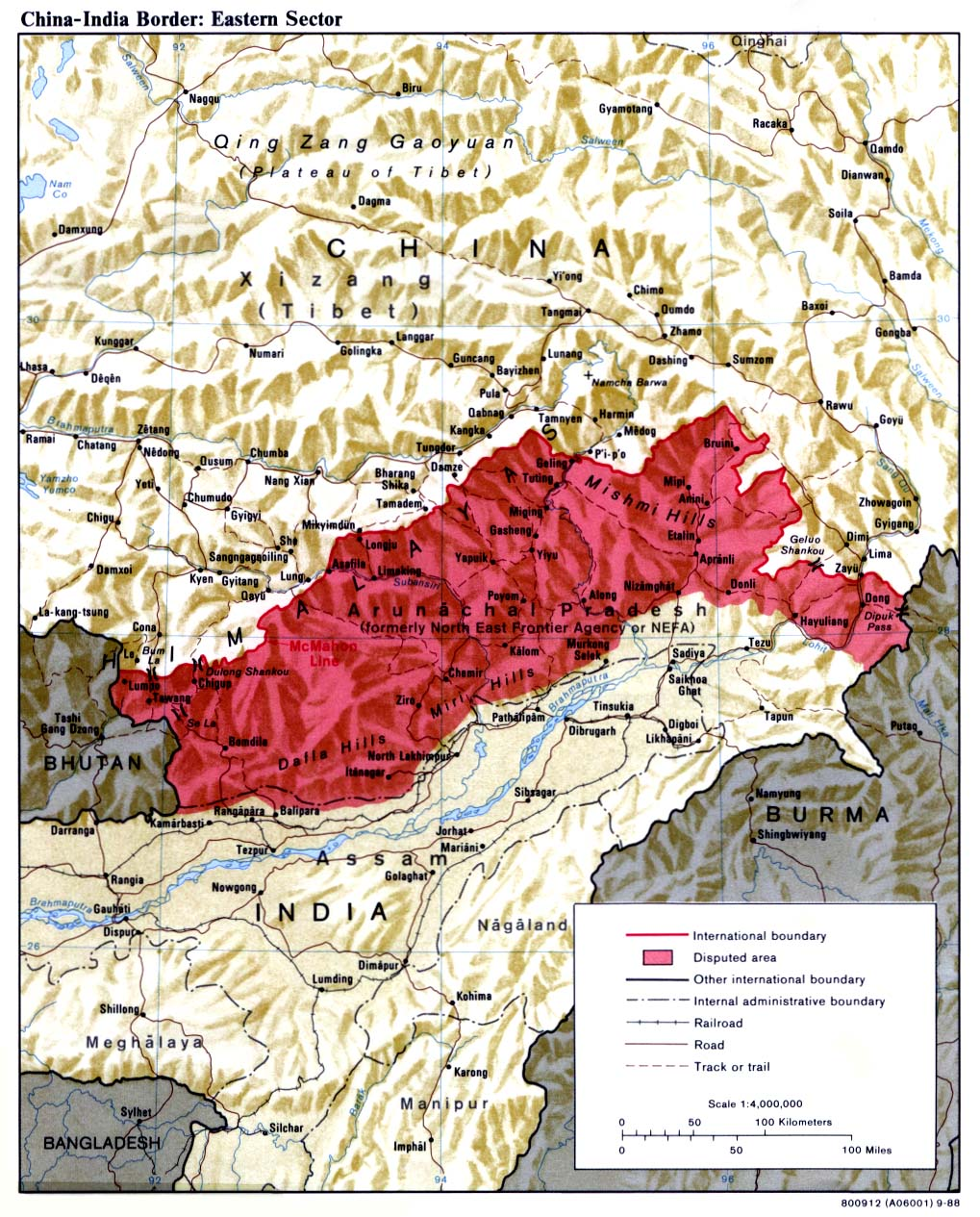
Mapa poglądowa Płn.–Wsch. Obszaru Granicznego (NEFA).

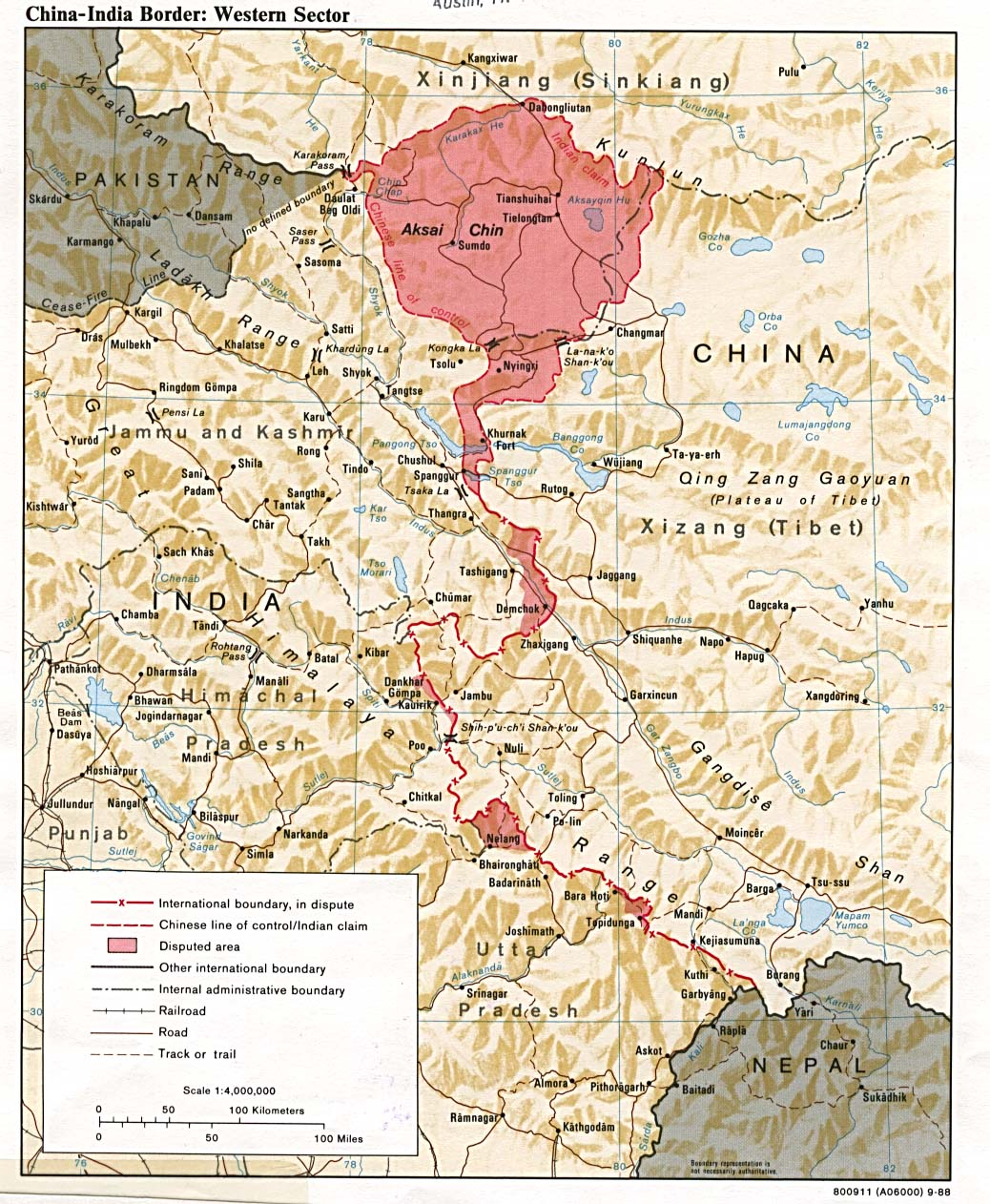
Mapa poglądowa regionu Aksai Chin

Konflikt dotyczył dwóch obszarów spornych: Aksai Chin i tzw. NEFA.
Aksai Chin to niewielki obszar, obecnie będący częścią ChRL, leżący przy regionie autonomicznym Xinjiang i Tybecie. Tereny te uznawane były przez Indie za część Kaszmiru. Strategiczne znaczenie Aksai Chin zawdzięcza przecinającej te tereny drodze z Xinjiangu do Lhasy – wprawdzie była to droga dość okrężna, ale jedna z najdogodniejszych i najbardziej przystępnych.
NEFA (Północno-Wschodni Obszar Graniczny; z ang. North–Eastern Frontier Area) to część indyjskiego stanu Arunachal Pradesh, graniczącego z Bhutanem i Mjanmą.
Zarówno Aksai Chin, jak i NEFA to obszary górzyste, położone w pasie Himalajów i Karakorum. Są całkowicie pozbawione znaczenia gospodarczego, jak również większego znaczenia strategicznego.

## Przyczyny
Bezpośrednią przyczyną konfliktu było nieuregulowanie kwestii granic między Indiami a Chinami. Początków takiego stanu rzeczy należy szukać w połowie XIX wieku, w czasie kolonialnej dominacji Wielkiej Brytanii w regionie. Wzmożona ekspansja państw europejskich, głównie Rosji, w Azji Środkowej doprowadziła Brytyjczyków do przekonania, że Indie są zagrożone. W celu ochrony własnych interesów wojska brytyjskie zajmowały kolejno terytoria w strefie Himalajów i Karakorum, tworząc tam szereg formalnie niezależnych państw buforowych. Zgodnie z tą linią polityki wkroczono na tereny należące do Chin – przykładowo, w 1904 roku Brytyjczycy na krótko zajęli Lhasę.
Inne przyczyny to:
- polityka Chin, które do II połowy XIX w. nie przywiązywały większej wagi do granic mniej lub bardziej zależnych od nich państw na „półdzikich kresach”;
- nieuregulowana zależność polityczna niektórych plemion i wiosek w Himalajach i Karakorum – zdarzało się, że płaciły one podatki (symboliczne np. 5 koców i 5 wachlarzy) zarówno władcom z terenu Indii, jak i Tybetu;
- trudności w wytyczeniu granicy w terenie – słabe lub brak zaludnienia i trudne warunki naturalne.

### Linia Johnsona i linia McMahona

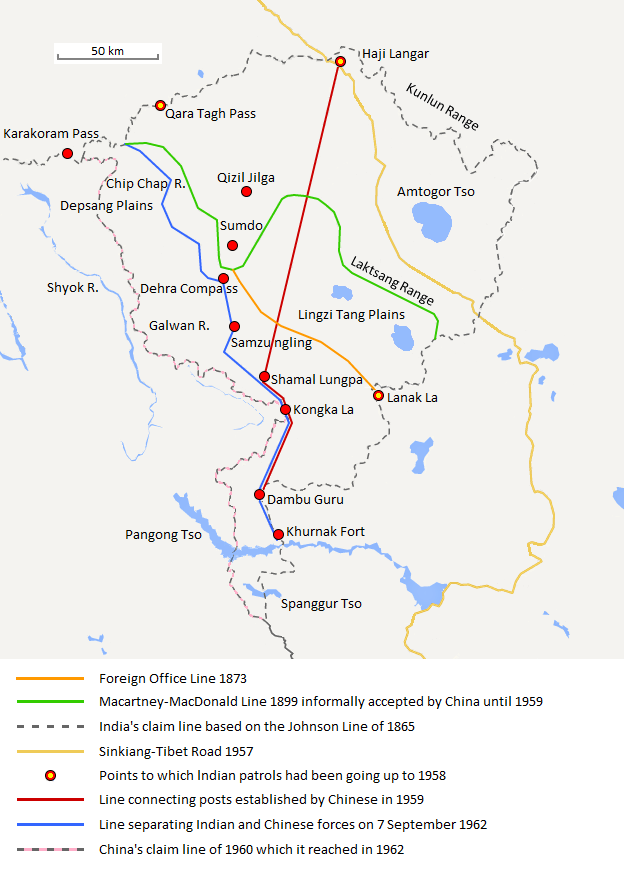
Mapa poglądowa linii granicznych wykazanych przez Chiny i Indie w regionu Aksai Chin i linią MacCartneya-MacDonalda

Zachodni odcinek granicy chińsko-indyjskiej został uformowany w 1834 roku, wraz z podbojem krainy Ladakh przez Konfederację Sikhów. W 1846 roku Sikhowie ulegli naporowi wojsk angielskich, w wyniku czego obszary te zostały włączone do Indii. W 1865 roku brytyjski geodeta W.H. Johnson zawarł porozumienie z maharadżą Kaszmiru dotyczące ustalenia przebiegu granic. Wytyczył linię graniczną (linia Johnsona), według której obszar Aksai Chin został włączony do Kaszmiru. Chiny odrzuciły to porozumienie. Wraz z dalszą ekspansją brytyjską w Azji Środkowej, wyznaczano kolejne linie graniczne – do 1918 roku władze brytyjskie wyznaczyły ok. 11 różnych linii granicznych między Indiami a Chinami, z których Chiny były skłonne zaakceptować linię MacCartneya-MacDonalda z 1899 (linia ta jest prawie identyczna ze współczesną linią graniczną oddzielającą Indie od Chin). W 1935 r. jednak ostatecznie przyjęto jako obowiązującą linię Johnsona z 1865 roku, według której prowincja Aksai Chin została włączona do Kaszmiru – przyczyną wyboru tej linii była chęć władz brytyjskich zrobienia symbolicznego „prezentu” maharadży Kaszmiru. Decyzja ta nie została uznana przez Chiny, a ponadto miejscowe władze brytyjskie w praktyce posługiwały się linią MacCartneya-MacDonalda, jako wygodniejszą do obsadzenia.
Południowa granica Chin z Indiami w dużej mierze była wynikiem aneksji dokonywanych w trakcie wojen angielsko-birmańskich. Brak konkretnych regulacji himalajskiej granicy pchnęło Brytyjczyków do zajęcia Tybetu na początku XX wieku, co spotkało się z ostrą reakcją Pekinu. W 1910 roku wojska chińskie wkroczyły do Lhasy. W 1913 roku przedstawiciele Wielkiej Brytanii, Chin i Tybetu wzięli udział w konferencji w Simli, w celu ustalenia przebiegu granic. Ostatecznie, w czerwcu 1914 roku Brytyjczycy podpisali układ z Tybetem, wytyczający granicę zgodnie z linia wykreśloną przez Henry’ego McMahona – linia ta była oparta na linii działu wodnego i niezbyt odpowiadała linii wyznaczonej przez majora Jamesa Baileya (starannie zbadał te tereny), która na tyle odpowiadała miejscowym stosunkom, że Chiny mogły się zgodzić. Zgodnie z tymi ustaleniami sporna część regionu Arunachal Pradesh – zwana odtąd NEFA, została włączona do Indii. Strona chińska – w tym czasie suweren Tybetu, nigdy nie zaakceptowała tego układu. W okresie międzywojennym lokalne władze brytyjskie obsadziły linię wytyczoną przez Baileya, ponieważ uznano, że obsadzenie linii MacMahona jest zbyt kosztowne – konieczne byłoby wytyczenie wielu dodatkowych dróg, żeby możliwe było zaopatrywanie posterunków granicznych (podczas gdy na linii Baileya zaopatrywanie ich było łatwe).
Z chwilą odzyskania niepodległości, Indie stały się spadkobiercami wytyczonych przez Wielką Brytanię granic – rząd indyjski uznał Aksai Chin i NEFA za swoje terytorium. Z wyjątkiem Tybetu nikt nie protestował. W Chinach w tym czasie toczyła się wojna domowa i jej uczestników bardziej interesowało zdobycie i umocnienie władzy niż odległe terytoria o stosunkowo małym znaczeniu.
Do 1954 roku temat granicy indyjsko-chińskiej nie był poruszany, a problem zdawał się nie istnieć. Poza deklaracjami słownymi władza Indii nad tym terytorium właściwie nie istniała – nie rozciągnięto na te tereny ani wojskowej ani cywilnej administracji. Młode państwo borykało się z problemami wewnętrznymi. Ponadto w latach 1947–1953 dominującą kwestią pozostawał konflikt z Pakistanem. Tymczasem w Chinach w 1949 roku zakończyła się wojna domowa, przynosząc zwycięstwo komunistom.
W 1950 roku nowe władze chińskie ogłaszają zamiar „wyzwolenia Tybetu z rąk zachodnich imperialistów”. Wkroczenie armii chińskiej do Lhasy doprowadziło do krótkiego wzrostu napięcia w stosunkach z Indiami. Szybko jednak doszło do ich poprawy, głównie w wyniku przyjaznej Chinom polityki indyjskiego premiera Jawaharlala Nehru. Ostatecznie Indie uznały zasadność roszczeń chińskich wobec Tybetu. Tymczasem od zajęcia Tybetu strona chińska podjęła budowę drogi do Lhasy przez Aksai Chin – terytorium uznawane przez rząd Indii za własne. Droga miała łączyć Xinjiang z Tybetem. Indie nie były świadome budowy do 1957 roku.
24 kwietnia 1954 roku Indie i ChRL zawarły traktat o przyjaźni. W czasie podpisywania układu w ogóle nie poruszono kwestii granic. Natomiast w traktacie po raz pierwszy sformułowano pięć zasad pokojowego współistnienia, znanych pod indyjską nazwą Pańcza Sila. Przewidywały one:
1. Wzajemne poszanowanie integralności terytorialnej i suwerenności.
2. Niemieszanie się wzajemne w sprawy wewnętrzne.
3. Nieagresję.
4. Równość i zasada wzajemnych korzyści.
5. Pokojowe współistnienie.

Pierwsze oznaki zaniepokojenia związane były z opublikowaniem map kartograficznych przez Pekin, na których granice nie zgadzały się z wersją indyjską. Zhou Enlai zbagatelizował problem, uznając go za nieistotny. W odpowiedzi, 1 lipca 1954 roku premier Indii podjął temat granicy indyjsko–chińskiej, oświadczając, że Aksai Chin należy do terytorium Indii od wieków, oraz że granice nie podlegają negocjacji. Oprócz słów nie zrobiono nic, aby rozciągnąć kontrolę nad spornymi terenami. Strona chińska nie odpowiedziała na to oświadczenie. Natomiast w 1955 roku podczas konferencji w Bandungu delegacja ChRL po raz kolejny zapewniała sąsiadów o respektowaniu tradycyjnych granic. Jeszcze w 1956 roku chiński premier Zhou Enlai oznajmił, że ChRL nie ma żadnych roszczeń wobec terenów znajdujących się pod kontrolą Indii. Później tłumaczył, że Chiny nigdy nie zaakceptowały brytyjskich ustaleń granicznych, stąd granice nigdy nie zostały jasno określone.

### Kwestia Tybetu
W 1951 roku rząd chiński zawarł porozumienie z przedstawicielami władz Tybetu, nadające mu szeroką autonomię, zobowiązując się do przestrzegania swobody religii i do nienaruszania tradycyjnej organizacji społecznej. Wkrótce jednak porozumienie przestało być przestrzegane, zgodnie z chińską polityką ograniczania władzy dalajlamy i potęgi klasztorów buddyjskich. Doprowadziło to do kolejnych wybuchów społecznych. Do pierwszych wystąpień antychińskich doszło już w 1953 roku. Od 1957 roku początkowo lokalne powstanie ogarnęło wszystkie prowincje Tybetu. W 1959 roku walki podjęto w tybetańskiej stolicy. Krwawe stłumienie powstania zmusiło dalajlamę do opuszczenia Lhasy 17 marca 1959 roku. 31 marca tybetański przywódca dotarł do Indii.
W związku z wzrastającą aktywnością militarną Chin w Tybecie Indie postanowiły zaznaczyć swoje panowanie na obszarach, gdzie granica nie była uregulowana. Do Aksai Chin i NEFA wysłano wzmocnione patrole wojskowe i to one odkryły chińską budowę drogi. Wywołało to gorące protesty. Wtedy też po raz pierwszy wyszło na jaw, że Chiny również zgłaszają pretensje do tych terenów. Ponadto z powodu kontroli nad Tybetem Chiny zainstalowały swoje wojska w Aksai Chin i NEFA wcześniej i w dużo większej sile niż Indie.
Premier Nehru postanowił, w imię dobrosąsiedzkich kontaktów, podjąć rokowania dyplomatyczne. Zhou odmówił wzięcia udziału w negocjacjach – według propozycji Nehru miały się one odbyć w Lhasie, tam jednak wciąż trwało powstanie.

### Wydarzenia poprzedzające konflikt
Kolejnym skandalem okazało się opublikowanie w czerwcu 1958 roku w czasopiśmie chińskim mapy, na której w granicach chińskich znalazły się nie tylko sporne obszary Aksai Chin i NEFA, lecz również tereny bezsprzecznie indyjskie, jak Ladakh, część Kaszmiru. Spowodowało to ostre wystąpienia polityków indyjskich, w tym indyjskiego premiera. Jednocześnie Chińczycy jasno dawali do zrozumienia, że zależy im tylko na Aksai Chin, a co do reszty gotowi są do pertraktacji. Nehru oznajmił, że granice zostały już jasno określone w międzynarodowych traktatach oraz przez tradycję. By wzmocnić swoją pozycję, Hindusi rozpoczęli budowę dróg strategicznych w kierunku Himalajów. Zwiększono również wydatki na zbrojenia.
Trudno jednoznacznie określić bezpośrednie przyczyny wojny. Decyzja o rozpoczęciu otwartego konfliktu zapadła po stronie chińskiej. Była natomiast odpowiedzią na wkroczenie przez Indie na drogę forward policy. Oczywiście, wiele innych czynników wpłynęło na taki obrót sprawy – poparcie indyjskiej opinii publicznej dla tybetańskiego powstania i gorące powitanie dalajlamy w 1959 roku, czy dogodna sytuacja międzynarodowa. W 1962 roku wybuchł kryzys kubański, kiedy zarówno Stany Zjednoczone, jak i ZSRR, pochłonięte groźbą konfliktu nuklearnego, nie zwracały uwagi na niewielki spór terytorialny w Azji.
Od 1961 roku ChRL przystąpiła do szerokiej ofensywy dyplomatycznej i propagandowej na arenie międzynarodowej. Głównym jej celem był Pakistan. Rok później podpisano chińsko-pakistańskie porozumienie w sprawie granic. Pakistan wykazał zainteresowanie chińskimi roszczeniami, gdyż stały w sprzeczności również z jego dążeniami. Zbliżenie chińsko-pakistańskie wzbudziło ostry sprzeciw Delhi. Nehru dowodził, że formalnie nie ma nawet granicy między Chinami a Pakistanem, jak więc można uznać takie porozumienie za wiążące.

### Przyczyny przyjęcia przez Indie tzw.forward policy
Z początkiem 1961 roku Nehru wyznaczył gen. Brija Mohana Kaula na głównodowodzącego indyjską armią, zlecając mu reorganizację sztabu głównego przez usunięcie z niego wszystkich przeciwników idei tzw. forward policy. Polityka ta miała na celu zaznaczenie indyjskiej obecności na spornych obszarach przez wysłanie tam patroli. Patrole indyjskie zaczęły penetrować obszary obsadzone przez Chińczyków. Miały w miarę możliwości doprowadzić do odcięcia dostaw dla armii chińskiej stacjonującej w NEFA i Aksai Chin. Początkowo działania te przynosiły rezultaty, jednak w dłuższej perspektywie doprowadziły do wybuchu otwartego konfliktu. Pierwsze sukcesy spotęgowały poczucie pewności wśród elit indyjskich, choć pojawiały się głosy, że armia Indii jest za słaba, by wygrać wojnę z Chinami. Euforię wśród polityków pogłębiło zajęcie w 1961 roku portugalskiego Goa, co wpłynęło na to, że na premiera Nehru wywierano coraz większe naciski, aby zrezygnował ze zbyt „miękkiej” polityki.
Interesująca jest tutaj postać generała Kaula. Pochodził on z rodziny żony premiera Nehru (z domu Kaul). Do 1947 r. pełnił on funkcje oficera prasowego, zajmował się organizacją imprez kulturalnych dla żołnierzy indyjskich w armii brytyjskiej w Indiach etc. Po uzyskaniu przez Indie niepodległości dzięki rekomendacji żony premiera Nehru, zyskał jego poparcie, tak że w 1961 r. został głównodowodzącym.
Równocześnie entuzjazm Delhi szedł w parze z przekonaniem, że Chiny nie zdecydują się na ostrzejszą reakcję. Patrole indyjskie ograniczały się do strefy obszarów spornych, nie wkraczając na terytorium bezsprzecznie chińskie – wyjątek stanowiło miejsce początku chińskiej ofensywy przy granicy Bhutanu, gdzie okazało się, że punkt na linii MacMahona nie nadaje się do postawienia posterunku, wtedy gen. Kaul wydał rozkaz pójścia dalej i zajęcia linii rzeki Namka Chu, a potem jej przekroczenia i zajęcia kilku wiosek na kwatery dla żołnierzy – wtedy doszło tam do pierwszych starć, ponieważ Chińczycy po przekroczeniu rzeki przez indyjski oddział zwiadowczy w sile plutonu ogniem artyleryjskim uniemożliwili przejście dalszych oddziałów, ale pozwolili oddziałowi zwiadowczemu na wycofanie się. Miała to być wyłącznie demonstracja zaanektowania przez Indie Aksai Chin i NEFA. Kaul nie wierzył, że wysłanie wojsk na te tereny zostanie uznane przez Pekin za jawną agresję wobec ich terytorium, a więc za casus belli.
Przekonanie to wynikało z analizy sytuacji politycznej w Chinach – po niepowodzeniu wielkiego skoku doszło tam do walki frakcyjnej o władzę, więc Chiny starały się uniknąć konfliktów zewnętrznych.
Należy też dodać, że armia indyjska nie była przygotowana do walki. Brakowało jej uzbrojenia, amunicji, nawet umundurowania. Miała natomiast walczyć w warunkach wysokich gór Himalajów i Karakorum. Żołnierze indyjscy nie byli przyzwyczajeni do przebywania na takich wysokościach. Z drugiej strony, armia chińska była dobrze uzbrojona, wyposażona, dysponowała doskonałym zapleczem, a żołnierze, od kilku lat stacjonujący w Tybecie, nie mieli problemów z aklimatyzacją.
Pierwsze militarne zatargi miały miejsce na początku 1962 roku. Wzmogły się nastroje wojenne w Indiach. Do najpoważniejszych należał incydent w Galwan w czerwcu 1962 roku, gdzie Chińczycy otoczyli pluton armii indyjskiej. Po odmowie złożenia broni, oddziały chińskie zablokowały ten oddział. Ostatecznie jednak nie zdecydowały się na atak i wycofały się na inne pozycje. Prasa indyjska szeroko komentowała to wydarzenie, przedstawiając je jako powstrzymanie chińskiej agresji.

## Działania wojenne

### Ofensywa chińska
Po dalszych incydentach na granicy strona chińska zdecydowała się podjąć bardziej radykalne działania. Miały one zarówno spowodować rozwiązanie problemu, jak i stanowić swoistą manifestację siły Państwa Środka. W nocy z 19 na 20 X 1962 roku wojska chińskie przystąpiły do ofensywy odrębnie w dwóch kierunkach: w Aksai Chin i w NEFA. Generał B.M. Kaul był nieobecny w rejonie, kontynuował leczenie serca w Delhi. Jego następca, generał – porucznik Harbaksh Singh zastał wybuch wojny w drodze do NEFA.
Przebieg działań wojennych na obu frontach nie był jednakowy, jednak łączyło je jedno podobieństwo – znaczna przewaga chińskiej armii. Według oficjalnych źródeł w NEFA naprzeciw korpusu chińskiego stanął IV Korpus indyjski, jednak faktycznie były to tylko dwie brygady. Analogicznie, w Aksai Chin – przeciwko korpusowi chińskiemu wystawiono jedną indyjską brygadę.
Na froncie wschodnim, w NEFA, wojska chińskie zaatakowały południowe brzegi rzeki Namka Chu. Napotkały niewielki opór zaskoczonych oddziałów indyjskich. Indusi spodziewali się, że siły armii chińskiej przekroczą rzekę jednym z pięciu mostów, więc zajęli pozycje umożliwiające ich obronę. Tymczasem Chińczycy nocą z 19 na 20 X 1962 roku przekroczyli płytką o tej porze roku rzekę w bród. Wraz z nastaniem świtu, odcięto indyjskie linie telefoniczne, uniemożliwiając kontakt ze sztabem głównym. Następnie przypuszczono niespodziewany atak, który zakończył się zepchnięciem Hindusów poza linię rzeki. 22 X rozpoczęto walki o Walong, na linii McMahona. Początkowo atak chińskiej armii został odparty przez indyjską artylerię. Ataki ponawiano więc przez kolejne dni. 23 X armia chińska zajęła Tawang.
Na froncie zachodnim, w Aksai Chin, Chiny kontrolowały większość terenów jeszcze przed rozpoczęciem walk. Jednak część tego obszaru wciąż znajdowała się w rękach patroli indyjskich. Atak przypuszczono w dolinie Chip Chap, Galwan oraz w rejonie jeziora Pangong. Większość potyczek trudno nazwać bitwami, gdyż polegały zwykle na rozbrajaniu małych patroli, czy zdobywaniu niewielkich posterunków granicznych. Do 22 X wszystkie pozycje indyjskie na północ od doliny Chushul uległy naporowi chińskiego wojska. Wieczorem 24 X, do sektora Chushul przerzucono 120 oficerów i żołnierzy sił indyjskich. Ich zadaniem była obrona niewielkiego pasa startowego, położonego na wysokości 5200 m n.p.m., istotnego ze względów strategicznych. Dowództwo tą jednostką objął major Shaitan Singht. Ich postawa wobec przeważającej siły armii chińskiej, choć z góry skazana na niepowodzenie, została doceniona w Indiach, dzięki czemu stała się symbolem odwagi na polu walki. Równocześnie, utrata dużej liczby punktów garnizonowych zmusiła Hindusów do ewakuacji bardziej wysuniętych stanowisk.
Wojska chińskie zakończyły ofensywę w dniu 24 X, kiedy to ogłoszono jednostronne zawieszenie działań wojennych i wystosowano do Delhi propozycje rokowań pokojowych. Zhou przedstawił Nehru ofertę negocjacji. Do warunków osiągnięcia pokoju należały:
- podjęcie rozmów mających na celu wypracowanie ostatecznego kształtu granicy
- wycofanie się obu stron na 20 kilometrów od obecnej linii frontu
- wycofanie sił chińskich z NEFA
- ustanowienie granicy w Aksai Chin według obecnej linii frontu (czyli w rękach chińskich)

Rząd indyjski odrzucił ofertę, żądając najpierw wycofania wojsk chińskich z zajętych terenów. Mimo że nie doszło do porozumienia, przerwa w działaniach wojennych trwała do 14 listopada. Okres ten umożliwił Indiom odbudowę i wzmocnienie swoich sił. Bierna postawa Pakistanu wobec konfliktu chińsko-indyjskiego pozwoliła na ściągnięcie posiłków z Kaszmiru. Później Indie przyjęły również amerykańską propozycję pomocy, która pozwoliła na unowocześnienie uzbrojenia i wyposażenia.

### Ofensywa indyjska i kontrofensywa chińska
14 listopada Indie podjęły na nowo działania wojenne. Uderzenie sił indyjskich nastąpiło głównie w obszarze Aksai Chin, a w obszarze NEFA gen. Kaul osobiście dowodził ofensywą niedaleko granicy Birmy. Jednak po dwóch dniach zażartych walk atak załamał się – w obszarze NEFA Indie straciły wskutek zarządzonych przez gen. Kaula czołowych ataków na silniejszych Chińczyków jednostki specjalnie szkolone do walk górskich. Chińczycy w Aksai Chin przeszli do kontrofensywy, w wyniku której pluton indyjski, wytrwale broniący okolic Rezang La podczas październikowych walk, został rozbity. Podobnie było na froncie wschodnim, gdzie 17 listopada Chińczycy przeszli do kontrofensywy i do 20 listopada reszta wojsk indyjskich uległa rozproszeniu – główną przyczyną tutaj była decyzja gen. Kaula o niebronieniu szlaku Baileya (wytyczonej przez majora Baileya górskiej dróżki równoległej do głównej drogi), ponieważ uznał on, że szlak ten nie nadaje się do przerzutu wojsk; wskutek tego duże siły chińskie (2 tys.–4 tys. żołnierzy) mogły spokojnie przejść na tyły Hindusów broniących głównej drogi.
Po miesięcznej wojnie, w dwóch kilkudniowych ofensywach, Chiny odniosły militarne zwycięstwo. Nie zostało ono jednak wykorzystane. 21 listopada Pekin po raz drugi ogłosił jednostronne przerwanie ognia, a także uznanie Aksai Chin za część terytorium chińskiego. Równocześnie zapowiedziano wycofanie wojsk z NEFA od 1 grudnia. Powróciła tam, aż po linię McMahona, administracja indyjska – jednakże tym razem nie przekroczono jej w kierunku rzeki Namka Chu.

## Konsekwencje wojny
Pomimo niewielkich strat terytorialnych, skutki konfliktu dla Indii były stosunkowo poważne. Przede wszystkim odsłonięta została militarna słabość tego państwa. Delhi przekonało się, że bezpieczeństwo kraju leży w rękach ich własnej armii. Spowodowało to odejście od polityki premiera Nehru, opartej na zasadach nieagresji i wiary w możliwość dyplomatycznego rozwiązywania sporów. Pozycja Nehru, prowadzącego politykę zbliżenia z ChRL, uległa silnemu osłabieniu. Wzrosło poczucie zagrożenia ze strony północnego sąsiada, stymulując jednocześnie ogromny wybuch poczucia patriotyzmu w społeczeństwie indyjskim.
Na osłabienie pozycji Nehru wpłynęło także jego poparcie dla gen. Kaula, trwające nawet po wykazaniu jego niekompetencji. Dzięki poparciu premiera, gen. Kaul uniknął sądu wojennego i ewentualnej degradacji, a jedynie został wysłany na wcześniejszą emeryturę. Prezydent Indii Sarvepalli Radhakrishnan na pytanie o to, czy prawdą jest, że gen. Kaul dostał się do niewoli, odpowiedział „Niestety to nieprawda.”. Opinia publiczna obwiniała oprócz Nehru, ministra obrony V.K.K. Menona (1896–1974).
Konflikt z Chinami zapoczątkował w Indiach okres rozwoju potęgi militarnej. W celu dynamicznej modernizacji armii, Delhi wykorzystało zarówno dostawy amerykańskiej pomocy wojskowej, wsparte dostawami z krajów Europy Zachodniej, jak również zaciągnęło w Moskwie szereg pożyczek na zakup radzieckiej broni. Wtedy też rozpoczęto starania o uzyskanie broni jądrowej.
Równocześnie, wojna 1962 roku miała niebagatelny wpływ na kształtowanie konfliktu o Kaszmir. Konflikt Indii z najludniejszym państwem świata ukazał kruchość sojuszu amerykańsko-pakistańskiego. Państwa zachodnie były zaniepokojone rozwojem wydarzeń na granicy chińsko-indyjskiej. Polityka Zachodu wywierania presji na Pakistan, aby ten nie podejmował żadnych działań zaczepnych skierowanych przeciwko Indiom, odniosła zamierzony efekt. Pasywna postawa Islamabadu pozwoliła Indusom przerzucić część swych sił związanych na granicy pakistańskiej do walki z wojskami chińskimi.
Dla Chin wojna z Indiami przyniosła głównie potępienie ze strony opinii światowej. Społeczność międzynarodowa jednoznacznie uznała ChRL jako agresora, który dla osiągnięcia niewielkich korzyści terytorialnych ucieka się do rozwiązań siłowych. Konflikt ten odbierano bowiem jako swoistą manifestację potęgi komunistycznego państwa. Niezrozumiałe pozostają przyczyny zaprzestania działań wojennych i wycofania wojsk chińskich w sytuacji, gdy odniesiono zdecydowane zwycięstwo.

## Zakończenie stanu wojny
W 1993 i 1996 roku strony konfliktu podpisały traktat pokojowy, według którego granicą między państwami miała być tzw. linia aktualnej kontroli. Na mocy traktatu utworzono mieszaną komisję, której zadaniem było dokładne wyznaczenie przebiegu granicy, jednak nie osiągnięto wyraźnych rezultatów.

## Późniejsze konflikty
W 2017 r. oba kraje po raz kolejny uczestniczyły w starciach wojskowych, w których rannych zostało kilku żołnierzy. W 2020 r. doszło do kolejnego konfliktu, gdy żołnierz zginął w potyczce po raz pierwszy od zakończenia wojny, na chwilę obecną nie żyje 20 żołnierzy indyjskich (3 zginęło podczas starć, 17 zmarło w wyniku otrzymanych ran), kilkudziesięciu następnych miało trafić do chińskiej niewoli. Chiński dziennikarz przekazał w mediach społecznościowych, że wojsko chińskie również poniosło straty. Władze ChLR jednak stanowczo zaprzeczają, aby informacje dotyczące śmierci jakichkolwiek chińskich żołnierzy były prawdziwe.